# Бейт-Гамлиэль
Бейт-Гамлиэль (ивр. בית גמליאל‎) — мошав, расположенный в центральной части Израиля. Административно относится к региональному совету Хевель-Явне.

## История
Бейт-Гамлиэль был основан как сионистско-религиозный рабочий лагерь движения «Ха-поэль ха-мизрахи». Он был основан в 1949 году и назван в честь раввина Гамлиэля II, председателя Синедриона в Явне после разрушения Второго Храма, который похоронен в соседнем с мошавом городе Явне.
Изначально основан выжившими в Холокосте семьями из Европы: первые поселенцы прибыли из Румынии, Венгрии и Чехословакии. Некоторая часть прибыла из стран северной Африки: Алжира и Туниса. В первые годы в мошаве проживало 93 семьи, которые занимались преимущественно сельским хозяйством. Сегодня лишь небольшое число жителей продолжают заниматься сельским хозяйством, большинство жителей работают в различных отраслях за пределами мошава.
В 1990-е была принята программа расширения в результате которой количество семей увеличилось до 270.

## Население
По данным Центрального статистического бюро Израиля, население на начало 2020 года составляло 1 019 человек.
В мошаве проживает Матан Кахана -- депутат Кнессета, полковник ВВС в отставке.